# Pschorr-synthese
De Pschorr-synthese of Pschorr-reactie is een organische reactie genoemd naar de Duitse scheikundige Robert Pschorr.
Het is een intramoleculaire koppelingsreactie waarbij twee arylgroepen van het diazoniumzout van een aromatische verbinding met elkaar verbonden worden en een polycyclische verbinding ontstaat. De reactie wordt gekatalyseerd door koper(I) of metallisch koper. Het mechanisme verloopt radicalair. Met de Pschorr-reactie kunnen bijvoorbeeld tricyclische aromatische verbindingen gevormd worden:
De groep Z is bijvoorbeeld -CH2-, -CH2-CH2-, -NH-, -S-, -O-, -SO- of -CO-. Met -CO- ontstaat fluorenon. Pschorr zelf gebruikt de reactie voor de synthese van fenantreen.
De reactie is verwant met de Gomberg-Bachmann-reactie, waarin twee arylgroepen van verschillende moleculen verbonden worden via een diazoniumzout.
De Pschorr-reactie wordt gebruikt bij de synthese van complexe polycyclische moleculen.